# Gare de Villars-les-Dombes
Gare de Villars-les-Dombes vasútállomás Franciaországban, Villars-les-Dombes településen.

## Vasútvonalak
Az állomást az alábbi vasútvonalak érintik:
- Lyon-Saint-Clair-Bourg-en-Bresse-vasútvonal

## Kapcsolódó állomások
A vasútállomáshoz az alábbi állomások vannak a legközelebb:
- Gare de Saint-Marcel-en-Dombes
- Gare de Marlieux - Châtillon